# Barbus lauzannei
Barbus lauzannei är en fiskart som beskrevs av Antoine Lévêque och Paugy 1982. Barbus lauzannei ingår i släktet Barbus och familjen karpfiskar. IUCN kategoriserar arten globalt som starkt hotad. Inga underarter finns listade.